# Labyrinth-Kolben-Verdichter
Der Labyrinth-Kolben-Verdichter repräsentiert eine Verdichtungseinrichtung, die hauptsächlich dem Verdrängerprinzip folgt. Im Gegensatz zu konventionellen Verdichtern, welche die Abdichtung der Verdichtungsräume mittels Kolbenringen, wie beispielsweise bei Otto-Motorkolben, realisieren, bedient sich der Labyrinth-Kolben-Verdichter des Prinzips der Labyrinthdichtung, das üblicherweise bei Wellenabdichtungen Anwendung findet.

## Wirkungsweise
Die Funktionsweise des Labyrinth-Kolben-Verdichters ist wie folgt: Die Bewegung des Kolbens innerhalb des Zylinders bewirkt die Verdrängung des Mediums, sei es ein Gas oder ein Gasgemisch. Die Verdichtungsräume sind durch Saug- und Druckventile, die als Rückschlagventile ausgebildet sind, verschlossen. Durch dieses Verschließen steigt der Innendruck aufgrund des ähnlichen Prinzips wie bei einer Fahrradluftpumpe. Im Gegensatz zu konventionellen Kolben, die mit ringförmigen Dichtungen ausgestattet sind, erlaubt der Labyrinth-Kolben-Verdichter eine gewisse Verdrängungsleckage, da das Gas zwischen der Zylinderwand und der Mantelfläche des Kolbens hindurchströmt.
Um diese Leckage zu minimieren, sind auf der Mantelfläche des Kolbens feine Rillen angebracht, und das Spiel zwischen dem Kolben und der Zylinderwand wird auf ein Minimum reduziert. Dies erzwingt, dass das Gas sich durch den schmalen Spalt "zwängt", wodurch es von einer laminaren in eine turbulente Strömung übergeht. Dieser Übergang erhöht den Widerstand und minimiert die Verdrängungsleckage.
Die Geschwindigkeit des Kolbens spielt eine entscheidende Rolle, um das Gas auf den geforderten Druck zu verdichten. Bei zu langsamer Bewegung strömt aufgrund der längeren Verdichtungszeit ein zu großer Anteil des Gases am Kolben vorbei, und der gewünschte Druck wird nicht erreicht.